# Borókaolaj

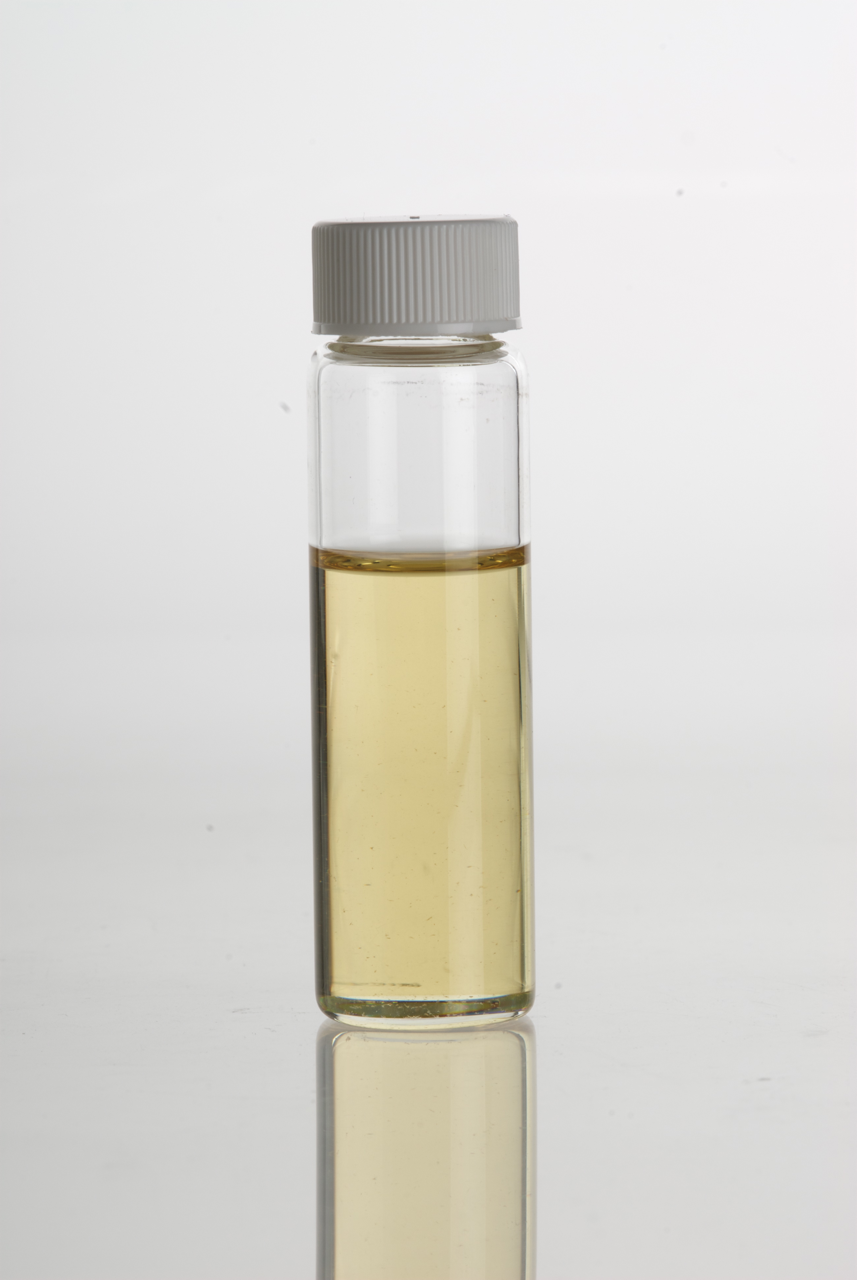
Borókaolaj

A borókaolaj az érett, szárított borókabogyókból vízgőzdesztilláció útján nyert illóolaj.

## Tulajdonságok
A borókaolaj színtelen, halványsárga színű folyadék. Sűrűsége 0,854–0,879 g·ml−1, vízben nem, etanolban rosszul oldódik. Erősen terpénszagú, és aromás-keserű ízű.

## Összetétel
A borókaolaj elsősorban α-terpinénből és α-terpinén-4-olból áll, ezeken túl tartalmaz α-pinént (36%), mircént (13%), kariofillént, 3-karént és szabinént. A termesztés helye, a betakarítás ideje, és az olaj előállításához felhasznált növényrészek befolyásolhatják az összetételt. A levelekben például a fő összetevők a szabinén (19,4–31,3%), a transz-szabinil-acetát (7,6–24,3%), a β-tujon (4,5–25,8%) és a terpinén-4-ol (3,4–13%).

## Felhasználás
A borókaolajat a gyógyászatban vizelethajtóként, a kozmetikai iparban illatanyagként használják. Élelmiszerekben történő felhasználása nem megengedett.